# マイクロソフトの欧州連合における競争法違反事件
マイクロソフトの欧州連合における競争法違反事件（マイクロソフトのおうしゅうれんごうにおけるきょうそうほういはんじけん）では、マイクロソフトが市場における支配的な地位を濫用し、競争法に違反したとして欧州委員会に処分された事件について概説する。発端は1993年のノベルから出されたマイクロソフトのライセンシング規定についての告発であり、結果欧州委員会ではマイクロソフトに対して同社のサーバー製品についての情報の公開と Windows Media Player を抱き合わせない Microsoft Windows の販売を命じた。

## 当初の争い
1993年、ノベルはマイクロソフトが反競争的行動により競争相手を市場から締め出していると主張した。この主張は、実際に Windows OS が搭載されているかどうかにかかわらず、マイクロソフトのオペレーティングシステムを製品に搭載するメーカーが販売するすべてのコンピュータからロイヤルティの支払いを要するという当時のライセンス規定に焦点があてられたものである。1994年にマイクロソフトはライセンス規定の一部廃止で和解に至った。
1998年になるとサン・マイクロシステムズが Windows NT のインターフェース情報の一部の情報公開がなされていないとしてこの争いに加わった。このとき欧州委員会がどれだけストリーミングメディア技術と Windows の一体化がなされているかということの調査を開始したころで、本件はさらに広がりを見せた。

## 欧州委員会の決定
マイクロソフトによる地位濫用が継続していることを理由に欧州委員会は2003年に予備決定を下し、マイクロソフトに対して Windows Media Player を抱き合わせない Windows の販売と、競合するネットワークソフトウェアと Windows デスクトップおよびサーバとの相互利用のために必要な情報の開示を命じた。2004年3月、欧州委員会はマイクロソフトに対して、120日以内にサーバ情報を開示し、90日以内に Windows Media Player を抱き合わせない Windows の生産という従来の決定に加えて、当時の欧州委員会が課した制裁金としては史上最高額の4億9700万ユーロの支払いを命じた。
その翌月、マイクロソフトはこの決定について以下のような談話を出して反論した。
マイクロソフトは2004年7月に制裁金の満額を支払った。

## 決定後の動き
マイクロソフトは決定に従い、Windows Media Player を抱き合わせないオペレーティングシステム「Windows XP N」を発表した。またサーバ情報の開示要求を受けてマイクロソフトは当初の期限の最終日に、設計図ではないが、Windows Server 2003 service pack 1 のソースコードを Microsoft Work Group Server Protocol Program のメンバーに公開した。またマイクロソフトは上訴し、欧州委員会は2006年4月に終了した上訴について1週間にわたり聞き取りを行った。
2005年12月、欧州委員会はマイクロソフトがサーバプログラムに関する情報を適切に公開していないとして、決定に十分に従っていないと発表した。このとき欧州委員会はマイクロソフトが決定に従うまで1日あたり200万ユーロの制裁金を科していくとも述べている。2006年6月、マイクロソフトは欧州委員会に対して求められた情報の提供を開始するとしていたが、英国放送協会によると欧州委員会はマイクロソフトの対応について遅すぎるとしている。
2006年7月12日、欧州委員会はマイクロソフトに対して2005年12月16日から2006年6月20日までについて、1日あたり150万ユーロ、計2億8050万ユーロの追加制裁金を科した。欧州委員会は2006年7月31日までに決定に従わない場合は、その日以降、制裁金を1日あたり300万ユーロとすると警告した。
2007年9月17日、マイクロソフトは欧州委員会に対する訴訟で敗訴した。サーバの相互運用情報やメディアプレイヤーの抱き合わせと、4億9700万ユーロの制裁金も適切なものと判断された。さらにマイクロソフトは欧州委員会の訴訟費用の80%の負担を命じられた。ところが上訴審では欧州委員会が決定した、独立した監視機関が将来において会社内部への制限のない立入については認めなかった。2007年10月22日、マイクロソフトはこの決定に従い、さらに上訴することはないと言うことを発表し、実際に上訴の期限である2007年11月17日までの2か月以内に上訴しなかった。
マイクロソフトは相互運用ソフトウェアの供給元からのみ特許ライセンスロイヤルティ収入の0.4%を請求するとし、個別のオープンソース開発者からは特許使用料を徴収しないと発表した。相互運用情報ついてのみ、1度につき1万ユーロを支払うことで利用可能とした。
2008年2月27日、欧州委員会は2004年3月の決定に従わなかったとしてマイクロソフトに対して8億9900万ユーロの追加制裁金の支払いを科した。この額は欧州委員会の50年にわたる競争政策において過去最大のものである。この決定はかつて支払いを命じていた2億8050万ユーロが実際には支払われておらず、2006年6月21日から2007年10月21日までの期間を制裁の対象としたものである。2008年5月9日、マイクロソフトは第一審裁判所 (2009年より一般裁判所に改称) に直接訴訟を提起し、8億9900万ユーロの制裁金を撤回することを求めた。このときマイクロソフトは第一審裁判所での訴訟について「裁判所から明確な判断を得るために建設的に努力していく」と述べている。
マイクロソフトは2008年のアニュアル・レポートで次のように述べている。

## 関連する案件
- 2008年5月、欧州委員会は Microsoft Office の Office Open XML フォーマットのサポートについて調査を実施すると発表した[20]。

- 2009年1月、欧州委員会は Windows オペレーティングシステムへの Internet Explorer の抱き合わせについて調査を実施すると発表した。このとき欧州委員会は「マイクロソフトが Windows オペレーティングシステムに Internet Explorer を抱き合わせていることはウェブブラウザ間での競争を阻害しており、製品開発を鈍らせ、消費者の選択の機会を失わせている」とした[21][22] [23]。2009年2月、グーグル社が上記訴訟への参加を表明した[24]。2009年5月、欧州委員会はマイクロソフトに対し、競合するウェブブラウザを搭載する命令を検討中と報道された[25]が、2009年6月にはマイクロソフトは欧州向けのMicrosoft Windows 7には Internet Explorer を抱き合わせないと発表した[26]。その後IE非搭載の発表は撤回され、代わりに12種類のブラウザ選択画面を提示するという形で2009年11月に最終案が出された。2009年12月、欧州委員会はマイクロソフトの改善策を受入れ、ブラウザの抱き合わせをめぐる長年の紛争は決着した[27][28]。